# Северна Маријанска Острва
Северна Маријанска Острва (енгл. Northern Mariana Islands), званично Комонвелт Северна Маријанска Острва (енгл. Commonwealth of the Northern Mariana Islands), архипелаг је од 15 мањих острва у северозападном делу Тихог океана укупне површине око 477 км². Географски архипелаг је део Маријанских острва, док геополитички представља део америчких придружених територија. Острва су смештена јужно од Јапана и северно од Гвама. Административно седиште архипелага налази се на острву Сајпан које у административном смислу представља једну јединствену општину.
До почетка 20. века били су познати под надимком острва Ладроне.

## Историја
Године 1521. Фердинанд Магелан, као први Европљанин, открива ову групу оства и назива их Islas de Ladrones, Ладроноток или Острво лопова, јер су тадашњи становници по његовом мишљењу отуђили (украли) ствари са његових бродова. Шпанија анектира острва 1667. и именује их по својој краљици Марији Ани од Аустрије.
Након Шпанско-америчког рата Шпанија даје јужни део Американцима и продаје 1899. северни део Немцима.
Од 1975. група острва Северна Маријански острва је у Комонвелту са САД.

## Становништво
86% становништва углавном прича неслужбеним језиком, као нпр. микронезијски и полинезијски језик.

## Географија
Подручје се састоји од 16 острва, који се простиру на преко 500 km од којих су Сајпан, Тинијан и Рота највећи.
Маријански ров, најдубљи део светских океана, назван је по Маријанским острвима и налази се источно и јужно од њих.